# Farone di Meaux
Farone (fl. 629-670) è stato un vescovo francese di Meaux.
La memoria di san Farone è nei martirologi dalla metà del IX secolo.

## Biografia
Le fonti storiche su Farone sono piuttosco scarse: il suo nome appare un documento del 629, quando era referendario del re di Neustria Dagoberto; nel 638 era già vescovo di Meaux, perché in quell'anno concesse un privilegio alla chiesa di Rebais. Il suo episcopato fu piuttosto lungo: gli ultimi documenti sottoscritti da Farone in qualità di vescovo risalgono, infatti, agli anni sessanta del VII secolo.
Secondo una notizia riportata da Beda il Venerabile, nel 669 Farone accolse a Meaux il vescovo di Canterbury, Teodoro. Ildegario, suo successore, nell'869 scrisse una Vita Faronis, ampiamente leggendaria.
Secondo Ildegario, fu sepolto nell'abbazia di Saint-Croix, dedicata poi a san Farone.
Il suo elogio si legge nel Martirologio romano al 28 ottobre.